# Ferdinando Gandolfi
Ferdinando Gandolfi (Genova, 5 gennaio 1967) è un ex pallanuotista italiano, vincitore di una medaglia d'oro ai giochi olimpici di Barcellona 1992.

## Carriera
Con la Canottieri Napoli è arrivato in finale di Coppa dei Campioni ed ha vinto uno scudetto nel 1991. Con il Posillipo Napoli ha conquistato quattro scudetti ed una Coppa dei Campioni, mentre con la Roma ha disputato una finale di Coppa delle Coppe, una di Supercoppa LEN ed ha vinto il campionato nel 1999. Nel 2005 concluse la carriera nella Lazio.
Dal 2011 al 2016 è stato vicepresidente della Roma Vis Nova.

### Nazionale

#### Barcellona 1992
Ferdinando Gandolfi gioca la sua prima Olimpiade nel 1992, nell'edizione di Barcellona. L'Italia viene inserita nel Girone B, durante il quale Gandolfi realizza cinque reti, tre delle quali contro l'Ungheria. Nella finale contro la Spagna, vinta 9 a 8, segna il goal decisivo per la conquista della medaglia d'oro olimpica, a pochi secondi dalla fine del settimo tempo supplementare.